# Liste der geschützten Landschaftsbestandteile im Landkreis Bamberg
Im Landkreis Bamberg gab es im Januar 2023 die folgenden ausgewiesenen geschützten Landschaftsbestandteile.

## Geschützte Landschaftsbestandteile
| Feuchtbiotop südlich von Sassanfahrt                                                            |    | LB-00808 | Altendorf, Seußling Flurnr. 531, 532 Karte: 669368066 auf OpenStreetMap | ⊙ | 3    | 11. Okt. 1989 |
| Kalkmagerrasen bei Dietendorf                                                                   | BW | LB-00639 | Burgebrach, Ampferbach Flurnr. (teilweise): 717, 718 Karte: 1127752946 auf OpenStreetMap | ⊙ | 0,4  | 6. Okt. 1997  |
| Auwald südwestlich von Mönchsambach                                                             | BW | LB-00640 | Burgebrach, Mönchsambach Flurnr. 183, 184, teilweise: 115, 186 Karte: 1127706964 auf OpenStreetMap | ⊙ | 2    | 3. Dez. 1997  |
| Feuchtgebiet westlich von Hirschbrunn                                                           | BW | LB-00873 | Burgebrach, Oberköst Flurnr. 534, 535, 646, 646/1, 636/3, teilweise: 646/2 Karte: 1127734210 auf OpenStreetMap | ⊙ | 3,6  | 10. Sep. 1992 |
| Kalksinterbäche mit begleitenden Gehölzbeständen und Hochstaudenfluren nördlich von Frankendorf | BW | LB-00638 | Buttenheim, Frankendorf Flurnr. 692, 695, teilweise: 665, 666, 693 Flurnr. 732, teilweise: 722/2, 731 Flurnr (teilweise): 92-95, 96/2, 97, 98/2, 99-103, 606/2, 606/6-606/13, 606/15, 745/2, 755, 758, 758/1, 759, 760, 766, 780, 784, 794, 795, 797-803 Karte: 15092316 auf OpenStreetMap | ⊙ | 5,8  | 6. Okt. 1997  |
| Amstling                                                                                        | BW | LB-00838 | Buttenheim, Tiefenhöchstadt Flurnr. 1503-1509, teilw. 1533 Karte: 1127697891 auf OpenStreetMap | ⊙ | 10,5 | 30. Jan. 1991 |
| Trockental der Leinleiter nördlich der Heroldsmühle                                             |    | LB-00878 | Heiligenstadt i.OFr., Hohenpölz, Oberleinleiter Flurnr. Hohenpölz 220, 221, 223, 224, 229, teilw. 222, 226, Oberleinleiter 233, 275, 276 Karte: 1127830889 auf OpenStreetMap | ⊙ | 11   | 8. Sep. 1993  |
| Kiesweiher nordwestlich von Hirschaid                                                           | BW | LB-00830 | Hirschaid, Hirschaid Flurnr. (teilweise): 521, 524 Karte: 1127813636 auf OpenStreetMap | ⊙ | 1,9  | 6. Sep. 1989  |
| Sandmagerrasen westlich von Juliushof                                                           |    | LB-00766 | Hirschaid, Sassanfahrt Flurnr. (teilweise): 569, 570 Flurnr. (teilweise): 261, 262, 269 Karte: 15092420 auf OpenStreetMap | ⊙ | 1,8  | 18. Sep. 1997 |
| Steppenheidewald am Hörnerstein                                                                 | BW | LB-00772 | Königsfeld, Königsfeld Flurnr. 359, Gewann 9/706 Karte: 1127827061 auf OpenStreetMap | ⊙ | 6,8  | 12. Mai 1987  |
| Dolomitsandheide-Spitzberg                                                                      | BW | LB-00755 | Königsfeld, Voitmannsdorf Flurnr. 444, 445, teilw. 446 Karte: 1127707532 auf OpenStreetMap | ⊙ | 1    | 18. März 1989 |
| Kalksinterbach mit begleitenden Gehölzbeständen nordwestlich von Tiefenellern                   | BW | LB-00778 | Litzendorf, Tiefenellern Flurnr. 139, 146, 147/3, teilweise: 134, 145, 156, 1200 Karte: 15092238 auf OpenStreetMap | ⊙ | 3,5  | 22. Juni 1987 |
| Ellernbach südöstlich Tiefenellern mit anschließenden Halbtrockenrasen                          | BW | LB-00854 | Litzendorf, Tiefenellern / Heiligenstadt i.OFr., Herzogenreuth Flurnr. Tiefenellern 477, teilweise: 459-462, 476, 478-480, Herzogenreuth: 405, 406, teilweise: 403, 404, 407, 408 Karte: 1127728298 auf OpenStreetMap                                                                      | ⊙ | 7,2  | 11. Nov. 1992 |
| Seggenried mit angrenzendem Gehölzbestand bei Oberhaid                                          |    | LB-00812 | Oberhaid, Oberhaid / Unterhaid Flurnr. Unterhaid (teilweise): 1163, Oberhaid 1639-1653, 1639/2, 1640/2, 1651/2, teilweise: 1617-1619 Karte: 1127822087 auf OpenStreetMap | ⊙ | 2,1  | 14. Nov. 1988 |
| Altwasser südlich der Bahnlinie bei Staffelbach                                                 |    | LB-00874 | Oberhaid, Staffelbach Flurnr. 1889 Karte: 1127704037 auf OpenStreetMap | ⊙ | 2,3  | 23. Nov. 1992 |
| Halbtrockenrasen bei Unterhaid                                                                  |    | LB-00771 | Oberhaid, Unterhaid Flurnr. (teilweise): 901-906 Karte: 1127741825 auf OpenStreetMap | ⊙ | 0,7  | 12. Mai 1987  |
| Ochsenanger südlich von Ebing                                                                   |    | LB-00866 | Rattelsdorf, Ebing Flurnr. 850, 851, 859, 859/1, 859/2, 860, 876-878, 882-905, 972 Karte: 1127816394 auf OpenStreetMap | ⊙ | 2,5  | 17. Feb. 2000 |
| Halbtrockenrasen mit Felsgruppe südlich von Dörrnwasserlos                                      | BW | LB-00850 | Scheßlitz, Dörrnwasserlos Flurnr. 510/1, teilw. 510 Karte: 1127749999 auf OpenStreetMap | ⊙ | 3,46 | 5. Juni 1990  |
| Kalksinterbach mit begleitendem Gehölzbestand östlich von Würgau                                | BW | LB-00641 | Scheßlitz, Würgau Flurnr. 38, 840, teilweise: 114, 114/3, 114/7, 115, 424, 38/2, 837, 839 Karte: 15092122 auf OpenStreetMap | ⊙ | 1,5  | 12. Nov. 1997 |
| Halbtrockenrasen mit Felsgruppen westlich von Wattendorf                                        | BW | LB-00847 | Wattendorf, Wattendorf / Scheßlitz, Weichenwasserlos Flurnr. Wattendorf 1137, teilw. 1137/2, Weichenwasserlos 531, 531/2, 532, 535, 538, 539, teilw. 482 Karte: 1127751691 auf OpenStreetMap                                                                                               | ⊙ | 16,5 | 11. Juli 1990 |
| Legende für Geschützter Landschaftsbestandteil                                                  |    |          | |   |      |               |